# 郝倪

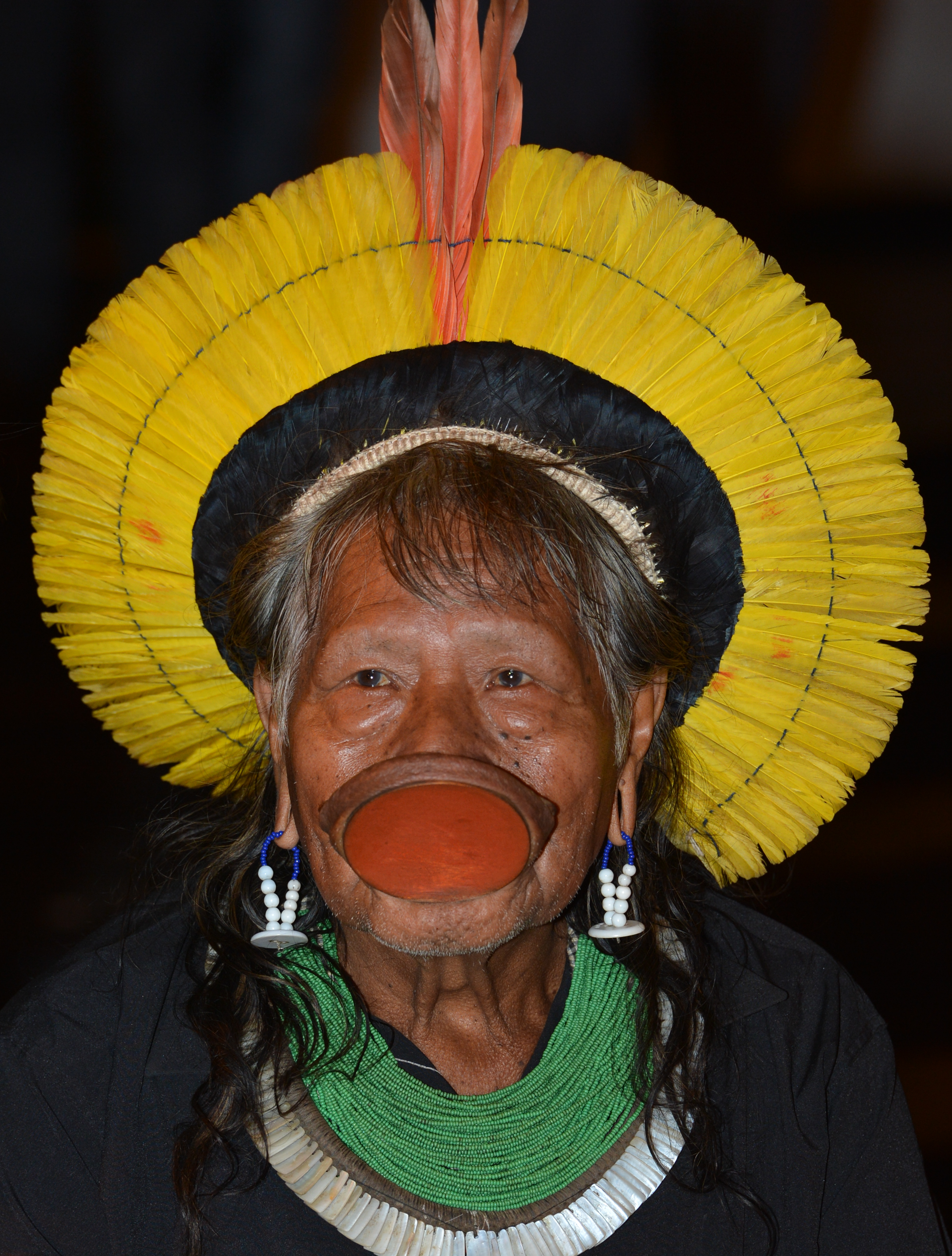
摄于2013年

郝倪·麦修戴尔（Raoni Metuktire，真名为Ropni Metuktire，約1930年—）是巴西领土上卡雅波人的几位大酋长中的一位，因致力于保护亚马孙雨林与原住民文化而闻名全球。

## 最初的战斗
郝倪出生于1930年左右，在巴西热带雨林的中心地带马托格罗索州中一个叫Krajmopyjakare的村庄里。他的父亲是Umoro酋长，属于卡雅波人的麦修戴尔族群。卡雅波人过着不定居生活。他的童年也在不停的迁移与多次的部落战争中度过。在哥哥的指引下，郝倪15岁开始往自己的下嘴唇上装唇盘。
1954年他和一些麦修戴尔部落的人第一次遇上了奥兰多·维拉斯-博阿斯（他和他的两个弟弟都是巴西著名的原住民活动家,见Villas-Bôas brothers），这也是他们第一次见到西方人。他们开始教郝倪葡萄牙语，也告诉他如何抵抗白人的入侵。
1964年郝倪遇上了比利时的先王利奥波德三世，他当时正在巴西马托格罗索州考察原住民保护区。
1978年比利时导演让-皮埃尔·迪蒂耶拍摄了纪录片《郝倪》，此片由法国纪录片导演雅克·贝汉做画外音，并且当时处于事业巅峰的美国演员马龙·白兰度也为此片的开场出镜。最终《郝倪》获得奥斯卡金像奖提名。巴西的媒体的迅速关注使得郝倪成为一个亚马孙雨林保护最自然的代言人。而亚马孙雨林一直受到乱砍乱伐，黄豆种植地域的扩张和水坝建设的威胁。

## 1989年全球17个国家的宣传活动
1987年，郝倪与英国著名歌手斯汀第一次见面，之后他们两个人一起的全球宣传行动真正让郝倪被世界所认识。
1988年10月12日，郝倪出席了大赦国际在巴西圣保罗召开的“Human Rights Now!”新闻发布会。在这之后，斯汀，他的妻子以及《郝倪》的导演让-皮埃尔·迪蒂耶成立了雨林基金，用于支持郝倪的计划。当时的基金会的首要任务是划出卡雅波人的保护区域。
1989年2月，郝倪作为Kararao大坝计划最强烈的反对者之一，吸引了全世界的目光。当时很多部落的酋长集结到巴西城市阿尔塔米拉反对大坝建设，世界上多家电视也报道了这一事件。最终巴西当局放弃了这个大坝计划。
1989年4月到6月间，郝倪与斯汀一起共到了17个国家，告诉人们保护热带雨林的重要性，也同时使郝倪在全球闻名。因为他们的努力，全球共创立了12个原始森林基金会，这些基金会筹集资金，用于在亚马孙的欣古河流域创建一个1 800 000 平方千米（相当于法国三分之一的国土面积）大小的国家保护公园。

## 1989年宣传的效果
1993年，这个位于马托格罗索州的国家公园终于建成。它今天是世界上最大的热带雨林自然保护区。
这次全球旅行也让当时的G7给出资金，用以划出巴西原住民保护区。不过直到今日，此项任务也没有全部完成。
不过此次宣传最重要的结果还在于让全世界人民意识到保护热带雨林和原著居民的重要性。当时的法国总统密特朗成为了第一个支持郝倪的政要人物，随他而后的是法国总统希拉克，西班牙国王胡安·卡洛斯一世，英国查尔斯王子，教宗若望·保祿二世等等。
而亞馬遜的毁林活動却远未完全停止。在非保护区这种现象仍十分严重，继而重新威胁到保护区。

## 雨林保护与亚马孙人民的国际大使
1989年之后，做为保护亚马孙雨林与原住居民的代言人，郝倪还访问了很多国家。如2001年8月的魁北克之旅以及2007年5月的日本之旅。不过郝倪访问最多及拥有最多支持者的地方还数欧洲。他曾在2000，2001和2002年连续3年访问法国，并得到了当时法国总统希拉克的有力支持。
以郝倪作为代表的欣古河流域的原住民竭尽所能地保护着他们从祖上口头相传下来的风俗习惯。在20世纪人们发现这些原住民之前，他们已经与世隔绝地生存繁衍了好几千年了。而郝倪在他的有生之年就跨越了这道鸿沟，并成功地保持着他的坚忍，尊严以及与外界一定的距离。他与世界上各种各样的大人物会面，却始终住在他简陋的居所里，也没有任何积蓄。他所有收到的礼物也都被他分给他人了。
在媒体前亮相时，郝倪头上总是有围成一圈的黄色羽毛，戴着卡雅波人的耳环和颈饰。不过光凭着他下唇上让他引以为傲的唇盘，我们一下子就能认出他来。但他们族的年轻人不再穿戴这些东西了，也没有人和他拥有一样的知名度。
2011年9月，郝倪被巴黎市长的德拉诺埃授予巴黎荣誉市民称号。

## 反对巴西贝卢蒙蒂水电站的建设
2010年5月，当时在欧洲巡游的郝倪在接受法国电视一台采访时，正式向贝卢蒙蒂大坝建设计划宣战。这个大坝一旦建成，将会使欣古河流域岸边的很多原住民失去家园，并破坏亚马孙雨林。郝倪表现出了与他们斗争的决心：“我已经让我们的勇士做好了开战的准备，并准备与欣古河上游的部落联手战斗。我们不会让他们为所欲为的。我们将会杀死那些前来建水坝的白人。”
在这次欧洲巡游中，郝倪还参与宣传了一本关于他的书：《郝倪，一位印第安酋长的回忆》(Raoni, mémoires d'un chef indien)。并接受了前法国总统希拉克的资助（通过希拉克基金会），用于建造一个以他的名字命名的研究所，以致力于当地土著居民文化和雨林生物多样性的保护。同时它还被一向关注自然保护的摩纳哥亲王阿尔贝二世接见。有意思的是，尽管法国总统萨科齐在2009年访问巴西期间正式邀见郝倪，却没有得到他的回应。
2011年6月1日，巴西环境和可再生自然资源学会批准巴西本国财团Norte Energia建造贝卢蒙蒂水电站。这标志着这个水电站合法建设的最后障碍已经扫清。这个消息随着全世界的媒体的报道和社交网络而迅速传播，并配以一张郝倪流泪的照片，称他是因为听闻了大坝被批准建设的消息后而伤心哭泣的。郝倪在他的官方网站上回复：“我没有因为大坝得到批准的消息而流泪。只要我还活着，我就会一直斗争下去……哭泣的人将会是迪尔玛总统（巴西总统），而不是我。我想知道是谁给出了这张照片并散发这个假信息的……除非迪尔玛总统在总统府前杀死我，不然我会一直斗争下去来反对贝卢蒙蒂大坝的建设”

作为对那些以为他已经被打败的人的回应，郝倪最近在他的官方网站上发起了一次以7种语言请愿，用来反对贝卢蒙蒂水电站的建设。这次请愿得到如阿诺·施瓦辛格, 詹姆斯·卡梅隆, 雪歌妮·薇佛, 凡松·卡塞，玛丽昂·歌迪亚等很多名人的支持。

## 另请参阅
- 《郝倪》（也以《郝倪：亚马逊的斗争》著称）：1978年法国纪录片 ，由 Jean-Pierre Dutilleux和Luiz Carlos Saldanha执导.影片描述了巴西北部印第安土著部落幸存事件。它曾被奥斯卡金像奖提名为最佳纪录片。